# Edifici d'habitatges a la rambla Josep M. Martí, 1 (Puigcerdà)
L'Edifici d'habitatges a la rambla Josep M. Martí, 1 és una obra modernista de Puigcerdà (Baixa Cerdanya) inclosa a l'Inventari del Patrimoni Arquitectònic de Catalunya.

## Descripció
Construcció d'obra de fàbrica arrebossada i estucada de planta baixa, dos pisos i sota coberta. Composició de façana vertical i simètrica. Portada central corresponent a l'escala i dues entrades laterals corresponents a les botigues.
A la primera planta, i centrada en l'eix vertical, hi ha una tribuna de fusta amb obertures verticals a cada costat. A la segona planta hi ha tres obertures verticals. Important ràfec i frontó de coronació de forma ondulada amb esgrafiats. Estan també ornamentats els brancals i llindes de les obertures. Coberta de pissarra.